# Verneiges
Verneiges – miejscowość i gmina we Francji, w regionie Nowa Akwitania, w departamencie Creuse.
Według danych na rok 1999 gminę zamieszkiwało 86 osób, a gęstość zaludnienia wynosiła 11 osób/km² (wśród 747 gmin Limousin Verneiges plasuje się na 527. miejscu pod względem liczby ludności, natomiast pod względem powierzchni na miejscu 599.).